# Brachylomia emir
Brachylomia emir là một loài bướm đêm trong họ Noctuidae.